# Llista de les banderes de Polònia
Aquesta és una llista que conté les diferents banderes que s'utilitzen o s'han utilitzat a Polònia.

## Bandera nacional
| Bandera            | Data                | Ús                                                  | Descripció                                                                                |
| ------------------ | ------------------- | --------------------------------------------------- | ----------------------------------------------------------------------------------------- |
| Bandera de Polònia | 1919, 1980–avui dia | Bandera nacional                                    | Bicolor horitzontal de blanc sobre vermell. Proporcions 5:8.                              |
| Bandera de Polònia | 1919, 1990–avui dia | Bandera d'estat, de la marina mercant i diplomàtica | Mateix disseny que la bandera nacional amb l'afegit de l'escut de Polònia. Proporció 5:8. |

### Històriques
| Bandera                                           | Data      | Ús                                                           | Descripció |
| ------------------------------------------------- | --------- | ------------------------------------------------------------ | --- |
| Bandera de la Rep. Popular de Polònia (1944–1990) | 1944–1990 | Bandera de la República Popular de Polònia                   | Mateix disseny que l'actual però el color vermell és més clar. |
| Bandera de Polònia (1928-1980)                    | 1918–1939 | Bandera de la Segona República Polonesa                      | Mateix disseny que l'actual però el color vermell és més clar. |
|                                                   | 1863–1864 | Bandera del Govern nacional polonès (Aixecament de gener)    | Fornada per tres franges horitzontals amb els colors paneslaus i un escut centrat que conté l'àliga blanca de Polònia, un cavaller de Lituània i l'arcàngel Miquel de Rutènia. Aquesta bandera és una interpretació moderna. |
|                                                   | 1830–1831 | Bandera del Govern nacional polonès (Aixecament de novembre) | |
| Bandera del Tsarat de Polònia                     | 1815–1867 | Bandera del Tsarat de Polònia                                | Estendard del tsar de Rússia com a monarcat del Tsarat de Polònia. |
| Bandera del Gran Ducat de Varsòvia                | 1807–1813 | Bandera del Gran Ducat de Varsòvia                           | |
| Estendard de Confederació de Polònia i Lituània   | 1569–1795 | Estendard de la Confederació de Polònia i Lituània           | |
| Estendard del Regne de Polònia                    | 1025–1569 | Estendard del Regne de Polònia                               | |

## Personals
| Bandera                            | Data                      | Ús                                 | Descripció                                                                                            |
| ---------------------------------- | ------------------------- | ---------------------------------- | --- |
| Estendard del president de Polònia | 1919, 1927, 1996-avui dia | Estendard del president de Polònia | Una àguila blanca coronada d'or sobre un camp vermell amb una bordura ondulada blanca. Proporció 5:6. |

## Divisió Administrativa
Des del 1998 Polònia es divideix en setze voivodats (divisió administrativa de primer nivell).

### Voivodats
| Bandera                                      | Data                | Ús                               | Descripció |
| -------------------------------------------- | ------------------- | -------------------------------- | --- |
| Bandera del Voivodat de la Baixa Silèsia     | 2001, 2009-avui dia | Voivodat de la Baixa Silèsia     | Una àliga negra mirant cap el pal carregada sobre les ales d'un semicercle o Kleestängel blanc amb una creu patent al mig, tot sobre un camp groc. El disseny actual fou adoptat el 17 de desembre de 2009. Proporció 5:8. |
| Bandera del Voivodat de Cuiàvia-Pomerània    | 2000-avui dia       | Voivodat de Cuiàvia-Pomerània    | Tres franges horitzontals de colors vermell, blanc i negre, sent la franja del mig el doble d'ampla que les altres dues. Fou dissenyada per Lech Tadeusz Karczewski i adoptada oficialment el 10 de juliol de 2000. Proporció 5:8. |
| Bandera del Voivodat de la Gran Polònia      | 2000-avui dia       | Voivodat de la Gran Polònia      | És un trapezi dividit en dues franges verticals, vermella l'esquerra i blanca la dreta. Amb una àguila blanca becada, membrada, carregada d'un semicercle i d'un anell a la cua d'or, sobre la franja vermella. Fou adoptada el 31 de gener del 2000. Proporció 5:11. |
| Bandera del Voivodat de Łódź                 | 2002-avui dia       | Voivodat de Łódź                 | Cinc franges verticals alternes de vermell i groc d'igual amplada. Fou dissenyada per Marek Adamczewski i adoptada oficialment el 25 de juny de 2002. Proporcions 5:8. La bandera d'estat afegeix l'escut del voivodat al centre. |
| Bandera del Voivodat de Lublin               | 2004-avui dia       | Voivodat de Lublin               | Tres franges horitzontals de blanc, vermell i groc amb l'escut al centre, sent la franja del mig la meitat d'ample que les altres dues. L'escut està format per un cérvol saltant d'argent amb una corona d'or al coll sobre un camp de gules. Fou dissenyada per Andrzej Heidrich i adoptada oficialment el 14 de juny de 2004. Proporció 5:8.                                                                                |
| Bandera del Voivodat de Lubusz               | 2000-avui dia       | Voivodat de Lubusz               | Quatre franges horitzontals de dalt a baix, groga, blanca, vermell i verda, sent la superior i inferior el doble d'amples que les del mig. Fou dissenyada per Wojciech Strzyżewski i adoptada oficialment el 26 de juny de 2000. Proporció 5:8. La bandera d'estat afegeix l'escut del voivodat al centre. |
| Bandera del Voivodat de Masòvia              | 2005, 2006-avui dia | Voivodat de Masòvia              | Una àguila blanca becada i membrada d'or sobre un camp vermell i situada al costat del pal. Fou dissenyada per Andrzej Heidrich i adoptada oficialment el 29 de maig de 2006. |
| Bandera] del Voivodat d'Opole                | 2004-avui dia       | Voivodat d'Opole                 | Dues franges horitzontals, groga la superior i blava la inferior, sent la superior el doble d'amplada que la inferior. Fou dissenyada per Michał Marciniak-Kożuchowski i adoptada oficialment el 21 de desembre de 2004. Proporció 5:8. La bandera d'estat afegeix l'escut del voivodat al centre. |
| Bandera del Voivodat de la Petita Polònia    | 1999-avui dia       | Voivodat de la Petita Polònia    | Tres franges horitzontals de blanc, groc i vermell, sent la del mig la meitat d'ample que les altres dues. Fou dissenyada per Barbara Widłak, Wojciech Drelicharz i Zenon Piech, i adoptada oficialment el 24 de maig de 1999. Proporció 5:8. |
| Bandera del Voivodat de Podlàquia            | 2002-avui dia       | Voivodat de Podlàquia            | Quatre franges horitzontals de blanc, vermell, groc i blau d'igual amplada. Fou dissenyada per Tadeusz Gajl i adoptada oficialment el 30 d'agost de 2002. Proporció 5:8. |
| Bandera del Voivodat de Pomerània            | 2002, 2010-avui dia | Voivodat de Pomerània            | Un griu rampant negre mirant cap el pal i centrat sobre un camp groc. Fou dissenyada per Wawrzyniec Samp i adoptada oficialment el 25 març de 2002. Proporció 5:8. |
| Bandera del Voivodat de Pomerània Occidental | 2000-avui dia       | Voivodat de Pomerània Occidental | Tres franges verticals de color blanc, vermell i blanc, amb l'escut del voivodat al centre. Dissenyada per Hanna Dąbrowska (bandera) i Jerzy Bąk (escut), i adoptada oficialment el 23 de novembre de 2000. Proporció 5:8. |
| Bandera del Voivodat de Silèsia              | 2001-avui dia       | Voivodat de Silèsia              | Tres franges horitzontals de blau, groc i blau, sent la del mig la meitat d'ample que les altres dues. Fou dissenyada per Barbara Widłak i adoptada oficialment l'11 de juny de 2001. Proporció 5:8. |
| Bandera del Voivodat de Subcarpàcia          | 2000-avui dia       | Voivodat de Subcarpàcia          | Tres franges verticals de blau, blanc i blau, tenint la del mig 3/5 part de l'amplada total i 1/5 part les altres dues. Al centre carrega l'escut del voivodat. Fou adoptada oficialment el 23 de novembre de 2000. Proporció 5:8. |
| Bandera del Voivodat de la Santa Creu        | 2001, 2013-avui dia | Voivodat de la Santa Creu        | Bandera dividida en dues parts, la de l'esquerra formada per una franja vertical groga d'1/4 de l'amplada total de la bandera. La part de la dreta dividida en tres franges horitzontals blava, blanca i vermella, sent la central quatre vegades més ample que les altres dues; al centre de la franja blanca carrega l'escut del voivodat. El disseny actual fou adoptat oficialment el 18 de febrer de 2013. Proporció 5:8. |
| Bandera del Voivodat de Vàrmia i Masúria     | 2002-avui dia       | Voivodat de Vàrmia i Masúria     | És un trapezi vermell amb una bordura blanca excepta al costat del pal, carregat amb un cap d'àliga blanc becat i coronat d'or. Fou adoptada oficialment el 6 d'agost de 2002. Proporció 1:2. |

#### Històriques
| Bandera                                              | Data      | Ús                           | Descripció |
| ---------------------------------------------------- | --------- | ---------------------------- | --- |
| Bandera del Voivodat de la Baixa Silèsia (2001–2008) | 2001–2008 | Voivodat de la Baixa Silèsia | Dues franges horitzontals d'igual mida, blanca la superior i vermella la inferior, igual que la bandera polonesa, carregada amb l'escut del voivodat al centre.                                           |
| Bandera                                              | 2008-2009 | Voivodat de la Baixa Silèsia | S'eliminen les dues franges blanca i vermella, quedant l'àliga de l'escut sobre un camp groc. Difereix de l'actual per les modificacins fetes el 2009 a l'àliga.                                          |
| Bandera del Voivodat de Łódź (1998-2000)             | 1998-2000 | Voivodat de Łódź             | Dues franges horitzontals d'igual mida, groga la superior i vermella la inferior carregada amb l'escut del comtat de Łęczyca al centre. Fou una proposta de Ryszard Bonisławski però mai oficialitzada.   |
| Bandera del Voivodat de Masòvia                      | 2005–2006 | Voivodat de Masòvia          | Camp vermell amb l'àliga de l'escut d'armes del voivodat al centre. |
| Bandera del Voivodat de Pomerània                    | 2008–2010 | Voivodat de Pomerània        | Mateix disseny que l'actual, però el 2008 la junta executiva del voivodat va modificar-ne el disseny del griu i enfosquí el color del camp sense l'aprovació de l'Assemblea Regional.                     |
| Bandera del Voivodat de la Santa Creu (2001–2013)    | 2001–2013 | Voivodat de la Santa Creu    | Mateix disseny que l'actual però les franges horitzontals tenen totes la mateixa amplada. |
| Bandera del Voivodat de Zielona Góra                 | 1975-1998 | Voivodat de Zielona Góra     | Dues franges horitzontals d'igual mida, groga la superior i verda la inferior. Fou dissenyada, igual que l'escut, per Wojciech Strzyżewski i adoptada oficialment el 18 de juliol de 1985. Proporció 5:8. |

### Municipals
Relació de banderes de les ciutats que exerceixen de capital de voivodat, per ordre alfabètic.
| Bandera                        | Data                | Ús                                                   | Descripció |
| ------------------------------ | ------------------- | ---------------------------------------------------- | --- |
| Bandera de Białystok           | 1995                | Bandera de Białystok (capital de Podlàquia)          | Tres franges horitzontals. |
| Bandera de Breslau             | 1938                | Bandera de Breslau (capital de la Baixa Silèsia)     | Dues franges horitzontals d'igual mida, vermella la superior i groga la inferior. Proporció 5:8. |
| Bandera de Bydgoszcz           |                     | Bandera de Bydgoszcz (capital de Cuiàvia-Pomerània)  | Tres franges horitzotals blanca, vermella i blava amb l'escut d'armes al mig. Proporció 5:8. |
| Bandera de Cracòvia            | 1815, 2002-avui dia | Bandera de Cracòvia (capital de la Petita Polònia)   | Dues franges horitzontals d'igual mida, blanca la superior i blava la inferior. Proporció 5:8. |
| Bandera de Gdańsk              | 1996-avui dia       | Bandera de Gdańsk (capital de Pomerània)             | Camp vermell amb una corona daurada i sota d'ella dues creus guegues d'argent disposades en columna a un terç del llarg de la bandera des del costat del pal. Adoptada oficialment el 1r d'agost de 1996. Proporció 5:8. |
| Bandera de Gorzów Wielkopolski |                     | Bandera de Gorzów Wielkopolski (cocapital de Lubusz) | Tres franges horitzontals verda, blanca i vermella. |
| Bandera de Katowice            | 1998                | Bandera de Katowice (capital de Silèsia)             | Dues franges horitzontals d'igual mida, groga la superior i blava la inferior, al centre carrega l'escut d'armes. Fou adoptada oficialment el 16 de març de 1998.                                                        |
| Bandera de Kielce              | 2019-avui dia       | Bandera de Kielce (capital de la Santa Creu)         | Camp vermell amb dues franges estretes a la vora superior i inferior d'un vuitè d'ample de color groc. a la meitat esquerra carrega l'escut de la ciutat. Proporció 5:8.                                                 |
| Bandera de Łódź                |                     | Bandera de Łódź (Łódź)                               | Dues franges horitzontals d'igual mida, groga la superior i vermella la inferior, al centre carrega l'escut d'armes. Proporció 5:8.                                                                                      |
| Bandera de Lublin              |                     | Bandera de Lublin (Lublin)                           | Tres franges horitzontals blanca, verda i vermella, sent la del mig la meitat d'ample que les altres dues. Al centre carrega l'escut d'armes. Proporció 5:8.                                                             |
| Bandera d'Olsztyn              |                     | Bandera d'Olsztyn (capital de Vàrmia i Masúria)      | Camp blau cel amb una franja horitzontal ondulada separada de la vora inferior i una petxina de pelegrí groga al costat del pal. Els colors estan trets de l'escut d'armes de la ciutat.                                 |
| Bandera d'Opole                |                     | Bandera d'Opole (capital d'Opole)                    | Dues franges horitzontals d'igual mida, groga la superior i blava la inferior. Proporció 5:8. |
| Bandera de Poznań              |                     | Bandera de Poznań (Gran Polònia)                     | Escut d'armes de la ciutat sobre un camp blanc. |
| Bandera de Rzeszów             |                     | Bandera de Rzeszów (capital de Subcarpàcia)          | Creu patent blanca sobre un camp blau. Proporció 5:8. |
| Bandera de Varsòvia            | 1938-avui dia       | Bandera de Varsòvia (capital de Masòvia)             | Dues franges horitzontals d'igual mida, groga la superior i vermella la inferior. Fou adoptada oficialment el 1991. |
| Bandera de Zielona Góra        | 1965-avui dia       | Bandera de Zielona Góra (cocapital de Lubusz)        | formada per una franja vertical groga d'1/3 d'amplada, la resta està dividida en dues franges horitzontals d'igual mida de colors blanc i verd. Fou adoptada oficialment el 16 de setembre de 1965. Proporció 5:8.       |

## Militars
| Bandera                                    | Data          | Ús                                        | Descripció |
| ------------------------------------------ | ------------- | ----------------------------------------- | --- |
| Estendard de ls Forces Armades Poloneses   | Avui dia      | Estendard de les Forces armades poloneses | Proporció 1:1. |
| Ensenya naval de guerra de Polònia         | 1919-avui dia | Ensenya naval de guerra                   | Proporció 1:2,1. |
| Bandera de proa de Polònia                 |               | Bandera de proa                           | Bicolor horitzontal de blanc i vermell contracarregada amb una creu patent i, al mig de la creu, un braç armat que branda un sabre (szabla) dins una rodella vermella. Proporció 4:5. |
| Ensenya naval de guerra de Polònia         |               | Força Aèria Polonesa                      | Bandera ceremonial. Proporció 10:21. |
| Escarapel·la aeronàutica polonesa          |               | Escarapel·la aeronàutica                  | Proporció 1:1. |
| Ensenya de l'Exèrcit polonès               |               | Exèrcit polonès                           | Bandera ceremonial. Proporció 10:21. |
| Ensenya de les Forces Especials Poloneses  |               | Forces Especials Poloneses                | Bandera ceremonial. Proporció 10:21. |
| Ensenya de la Força de Defensa Territorial |               | Força de Defensa Territorial              | Bandera ceremonial. Proporció 10:21. |

### Històriques
| Bandera                                                                  | Data      | Ús                                              | Descripció                                   |
| ------------------------------------------------------------------------ | --------- | ----------------------------------------------- | -------------------------------------------- |
| Bandera de l'Exèrcit nacional i de l'Estat clandestí polonès (1942-1945) | 1942–1945 | Exèrcit nacional i de l'Estat clandestí polonès | Bandera nacional amb el Kotwica. No oficial. |

### Personals
| Bandera                                                            | Data     | Ús                                                                 | Descripció |
| ------------------------------------------------------------------ | -------- | ------------------------------------------------------------------ | --- |
| Bandera del Ministre de Defensa                                    | Avui dia | Bandera del Ministre de Defensa                                    | Bandera d'estat de cua d'oreneta amb l'afegit a la franja vermella d'una àncora blanca entrellaçada amb una corda en forma de S i un canó groc en sautor. Proporció 5:8.                                                                                           |
| Estendard del Mariscal de Polònia                                  | Avui dia | Estendard del Mariscal de Polònia                                  | Camp vermell amb una doble vora blanca amb l'Àliga del Mariscal de Polònia sostenint dues masses Bulava en sautor. Proporció 5:6. |
| Estendard del Cap de l'Estat Major de les Forces Armades Poloneses | Avui dia | Estendard del Cap de l'Estat Major de les Forces Armades Poloneses | Camp vermell amb una doble vora blanca amb l'Àliga de General. Proporció 5:6. |
| Bandera del Comandant de l'Armada polonesa                         |          | Bandera del Comandant de l'Armada                                  | Bicolor horitzontal de cua d'oreneta de blanc i vermell carregada amb l'escut nacional a la franja blanca i una àncora blanca entrellaçada amb una corda en forma de S a la franja vermella. Proporció 5:6.                                                        |
| Bandera d'Almirall de l'Armada polonesa                            |          | Bandera d'Almirall                                                 | Bicolor horitzontal de cua d'oreneta de blanc i vermell carregada amb l'escut nacional a la franja blanca i tres estels de cinc puntes formant un triangle equilàter amb un dels seus costats paral·lel al pal. Per indicar que un almirall és a bord del vaixell. |
| Bandera de Vicealmirall de l'Armada polonesa                       |          | Bandera de Vicealmirall                                            | Mateix disseny que la d'Almirall però només amb dos estels. Per indicar que un vicealmirall és a bord del vaixell. |
| Bandera de Contraalmirall de l'Armada polonesa                     |          | Bandera de Contraalmirall                                          | Mateix disseny que la d'Almirall però només amb un estel. Per indicar que un contraalmirall és a bord del vaixell. |
| Bandera de General de l'Armada polonesa                            |          | Estendard                                                          | Mateix disseny que l'anterior però amb dos canons en sautor sobre una bala de canó en groc. Per indicar que un general és a bord del vaixell. |

## Organitzacions polítiques
| Bandera                                     | Data                     | Ús                                                                    | Descripció |
| ------------------------------------------- | ------------------------ | --------------------------------------------------------------------- | --- |
| Bandera de la Unió de la Política Real      | 2014-avui dia            | Unió de la Política Real                                              | És una variant dels colors de la creu de Sant Jordi, amb la creu en color blau cel fimbrejada de blanc i el camp negre. Els colors representen: una lluita per la lleialtat (blau), la virtut (blanc) i la llibertat (negre). |
|                                             | 2014-avui dia            | Moviment nacional (Ruch Narodowy)                                     | logotip (una àliga coronada) sobre el nom del partit en vermell sobre fons blanc. |
| Bandera de Kongres Nowej Prawicy            | 2011-avui dia            | Congrés de la Nova Dreta (Kongres Nowej Prawicy)                      | Variant de la creu de sant Jordi amb la creu de color blau fimbrejada en blanc i la meitat del camp esquerra en negre i la dreta en vermell.                                                                                  |
| Bandera Młodzież Wszechpolska               | 1922-1947, 1989-avui dia | Joventut Totalment Polonesa (Młodzież Wszechpolska)                   | Logotip i nom del partit en negre sobre fons blanc. |
| Bandera                                     | 1990-avui dia            | Assemblea Autonomista de Silèsia (Ruch Autōnōmije Ślōnska)            | Bandera amb l'escut de l'Alta Silèsia. Bicolor horitzontal de groc i blau carregada amb l'escut d'armes al mig. Proporció 2:3.                                                                                                |
| Bandera del Partit Socialista Polonès       | 1892-avui dia            | Partit Socialista Polonès                                             | Logotip amb les inicials del partit, PPS. |
| Bandera de Solidarność                      | 1980-avui dia            | Solidarność                                                           | Nom del partit en vermell sobre un fonc blanc. |
| Bandera del Renaixement Nacional de Polònia | 1981-avui dia            | Renaixement Nacional de Polònia (NOP)                                 | Logotip d'un braç armat amb una espasa en negre sobre el fons de la bandera de Polònia. El logotip està inspirat en l'espasa de Boleslau I de Polònia.                                                                        |
| Bandera de Falanga                          | 2009-avui dia            | Falanga (organització)                                                | Mateix símbol que el NOP però en color vermell i dins una rodella blanca sobre un fons negre amb dues estretes franges també vermelles a tocar de les vores superior i inferior.                                              |
| Bandera                                     | 1917-1940, 2005-avui dia | Democràcia Cristiana Bielorussa (Беларуская хрысьціянская дэмакратыя) | Logotip i llestres del partit en blau cel samunt un fons blanc. També fa servir la bandera blanca-vermella-blanca de la República Popular Belarussa.                                                                          |

### Històriques
| Bandera                                           | Data      | Ús                                                          | Descripció                                                                               |
| ------------------------------------------------- | --------- | ----------------------------------------------------------- | ---------------------------------------------------------------------------------------- |
| Bandera de la Lliga de les Famílies Poloneses     | 2001-2007 | Lliga de les Famílies Poloneses                             | Logotip amb les inicials del partit en blau cel sota una bandera polonesa.               |
| Bandera del Partit Nacional                       | 1928-1947 | Partit Nacional                                             |                                                                                          |
| Bandera del Partit Camperol (1926-1931            | 1926–1931 | Partit Camperol                                             | Camp vermell amb la insígnia del partit al centre.                                       |
| Bandera de la Unió Socialista Infantil (1936)     | 1936      | Unió Socialista Infantil (Socjalistyczny Związek Dziecięcy) | Banderí de camp blau amb una rodella blanca que inclou la silueta en vermell d'un colom. |
| Bandera del capítol de Zblewo del Partit Nacional | 1920      | Capítol de Zblewo del Partit Nacional                       | Banderí local del Partit Nacional, abans de la introducció de la bandera verda i blanca. |
| Bandera de l'Associació d'Alta Silèsia            | 1920-1924 | Associació d'Alta Silèsia                                   | Tricolor horitzontal de negre, blanc i groc.                                             |

## Minories
| Bandera                          | Data          | Ús                  | Descripció                                                                       |
| -------------------------------- | ------------- | ------------------- | -------------------------------------------------------------------------------- |
| Bandera de Lemkos                | 1918-avui dia | Lemkos              | Tricolor horitzontal de blau, groc i verd.                                       |
| Bandera de Masúria               | 1829–avui dia | Masúria             | Tricolor horitzontal de blau cel, blanc i vermell.                               |
| Bandera del poble Caxubi         | 1929-avui dia | Caixubis            | Bicolor horitzontal de negre i groc.                                             |
| Bandera dels alemanys de Silèsia | 1882–avui dia | Alemanys de Silèsia | Bicolor horitzontal de blanc i groc.                                             |
| Bandera de Silèsia               | 1920-avui dia | Silesians           | Bicolor horitzontal de groc i blau.                                              |
| Bandera dels lipkes de Polònia   | 2010-avui dia | Lipkes de Polònia   | Camp blanc amb el símbol en vermell de l'Horda d'Or girada i situada al quarter. |
| Bandera dels karaïmes            |               | Karaïmes            | Tricolor horitzontal de blau cel, blac i groc.                                   |

## Navilieres
| Bandera                                 | Data      | Ús                                                  | Descripció                                   |
| --------------------------------------- | --------- | --------------------------------------------------- | -------------------------------------------- |
| Bandera de la Baltic Shipping Company   | 1938–1958 | Baltic Shipping Company                             |                                              |
| Bandera                                 |           | Stocznia Gdańsk S.A.                                | Tricolor horitzontal de blanc, blau i blanc. |
|                                         | 1957–2004 | Empresa de serveis de pesca i pesca d'altura "Gryf" |                                              |
| Bandera de Polbryt                      | 1970–1997 | Polbryt                                             |                                              |
| Bandera de Polskarob                    | 1927-1972 | Polskarob                                           |                                              |
| Bandera de Żegluga Polska (mercaderies) | 1927–1950 | Żegluga Polska (mercaderies)                        |                                              |
| Bandera de Żegluga Polska (passatgers)  | 1926–1939 | Żegluga Polska (passatgers)                         |                                              |
| Bandera                                 | 1927-1940 | Companyia de transport fluvial polonès "Vistula"    |                                              |